# Théologie morale catholique
 (avril 2019).
La théologie morale est l'expression par laquelle l'Église catholique romaine désigne ses conceptions morales.
On peut reconnaître l'orientation globale de cette conception par une réflexion reposant sur plusieurs « axiomes » :
- le refus de considérer une personne comme un objet ou un moyen,
- la reconnaissance du caractère sacré de toute vie.

## Classification
Dans la théologie catholique, les cursus de formation théologique comprennent des cours de morale fondamentale, et des cours de morale sectorielle.
La morale sectorielle est elle-même répartie entre deux matières :
- la morale individuelle ou privée[3],
- l'Éthique sociale.

## Morale fondamentale
Des travaux de sociologues, en particulier de Marcel Gauchet, ont depuis longtemps repéré les caractéristiques de la modernité occidentale : individualisme, pluralisme culturel, religieux, pluralisme éthique touchant les valeurs, les normes et les systèmes de légitimation, pluralisme religieux et en même temps sécularisation, relativisme, désinstitutionnalisation du religieux. Lors du IIe concile œcuménique du Vatican les Pères conciliaires ont repéré ces traits majeurs de la modernité, mais ils les ont situés par rapport à des formes institutionnelles historiques stables des années 1960 : l'institution ecclésiale elle-même et les grandes structures normatives de l'humanisme occidental, au plan familial, social et politique.
La théologie morale fondamentale s'intéresse aux fondements de la morale, et notamment à la notion de péché. Elle distingue les péchés selon leur gravité (mortels ou véniels). Saint Thomas d'Aquin identifie sept péchés capitaux qui entraînent tous les autres.
Jean-Charles Nault prône pour une reprise en compte de l'acédie (péché capital) dans la morale actuelle.

### Principe de gradualité
D'une manière générale, l'Église s'adresse à tous les fidèles catholiques et aux hommes de bonne volonté, et entend leur proposer une morale fondée sur le bien. Selon l'éthique catholique, le bien est toujours possible et le mal toujours évitable. L'Église encourage donc les personnes auxquelles elle s'adresse à toujours choisir le bien et à rejeter le mal.
Elle reconnaît cependant la difficulté à accomplir le bien, puisque tous les hommes sont pécheurs. Jean-Paul II, en énonçant la loi de gradualité, a considéré qu'il fallait tenir compte de cette réalité sur le plan pastoral sans céder pour autant sur les principes moraux. Ainsi, l'Église maintient des principes moraux exigeants, parce qu'elle les considère comme correspondant au véritable bien, tout en admettant que la réalisation de ce bien puisse passer par des étapes successives dans le cheminement de la personne. Dans ce cas, la situation de la personne s'apprécie par rapport à son désir de progresser vers le bien: « ne pas considérer la loi comme un simple idéal à atteindre dans le futur, mais [...] comme un commandement du Christ Seigneur [lui] enjoignant de surmonter sérieusement les obstacles. »
Autrement dit, le comportement de la personne est acceptable au plan pastoral dans la mesure où elle a un désir sincère de progresser, sans pour autant que ce comportement puisse être qualifié de moralement bon puisqu'il n'est pas parfait.

## Morale individuelle

### Sexualité
Pour l'Église catholique, la sexualité et le plaisir sexuel sont des aspects de l'amour conjugal, un moyen de parfaire l'union corporelle et spirituelle entre homme et femme. Pour respecter le plan divin et la dignité humaine, la sexualité doit être un don total dans le cadre indissoluble du mariage (que le mariage soit sacramentel (entre deux baptisés), ou qu'il soit naturel (un seul baptisé)), et doit notamment rester ouverte à la procréation.

## Morale sociale

### Environnement
La pollution de l'environnement a été citée le 9 mars 2008 par Mgr Gianfranco Girotti (en), régent de la Pénitencerie apostolique, comme l'une des « nouvelles formes de péchés sociaux ».
Dans son message pour la journée mondiale de la paix du 1er janvier 1990, constatant que l'application de certaines découvertes dans le cadre industriel et agricole produit, à long terme, des effets négatifs, le pape Jean-Paul II affirme que la crise écologique est un problème moral. Il pointe « l'application sans discernement des progrès scientifiques et technologiques. ».
Dans l'encyclique Laudato si' « sur la sauvegarde de la maison commune » (juin 2015), le pape François reprend les injonctions morales de ses prédécesseurs Paul VI, Benoît XVI et Jean-Paul II au sujet de la préservation de l'environnement et ajoute : « L’écologie humaine implique aussi quelque chose de très profond : la relation de la vie de l’être humain avec la loi morale inscrite dans sa propre nature, relation nécessaire pour pouvoir créer un environnement plus digne. ».

### Bioéthique
C'est une partie de l'éthique qui est apparue, en tant que « champ » ou « discipline » nouvelle, dans le courant des années 1960 et des interrogations au sujet du développement de la biomédecine et des technosciences. Il y a maintenant des programmes universitaires spécialisés en bioéthique partout dans le monde, principalement aux États-Unis, et dans les pays anglophones (voir programmes de maîtrise (en) et de doctorat (en)), mais aussi dans la francophonie et les pays latins.

### Doctrine sociale
- La doctrine sociale de l'Église relève de la morale sociale.
- Doctrine catholique sur le Décalogue